# Rhagada radleyi
Rhagada radleyi är en snäckart som beskrevs av Preston 1908. Rhagada radleyi ingår i släktet Rhagada och familjen Camaenidae. Inga underarter finns listade i Catalogue of Life.